# Lillingstone Lovell
Lillingstone Lovell est une paroisse civile et un village du Buckinghamshire, en Angleterre.